# Sybistroma spectabilis
Sybistroma spectabilis är en tvåvingeart som först beskrevs av Octave Parent 1928.  Sybistroma spectabilis ingår i släktet Sybistroma och familjen styltflugor. Inga underarter finns listade i Catalogue of Life.